# ソヨン
ソヨン（朝: 소연、1998年8月26日 - ）は、韓国のアーティスト、作詞家、作曲家、プロデューサー。本名はチョン・ソヨン（朝鮮語: 전소연 / 田小娟）。韓国の5人組アイドルグループi-dleのリーダー。CUBEエンターテインメント所属。

## 略歴

### 1998年-2015年: 生い立ち
1998年8月26日、韓国ソウル特別市にあるサムスン病院で生まれる。幼少期は保育園や幼稚園に通わずにホームスクーリングを受けた後、九龍小学校へ入学。小学3年生までバレエを習い、コンクールで入賞する程の実力があったが、BIGBANGのライブを見て歌手を志す様になる。この頃から密かに20-30回オーディションを受けるが全て不合格になる。2014年頃にCUBEエンターテインメントが開催した仁川でのオーディションで合格をし入社。

### 2016年-2018年: デビュー前
2016年、高校3年生の頃にMnetが主催するオーディション番組、PRODUCE 101に参加。最終順位20位で脱落し、I.O.Iのメンバーにはなれなかった。最高順位は10位。その後ラッパーサバイバル番組、UNPRETTY RAPSTAR Vol.3に出演セミファイナルまで進出。
2016年12月29日、所属事務所との専属契約を締結し、翌年11月5日に『Jelly』でソロデビュー。その翌年の2月28日には『Idle Song』をリリースした。同時期に(G)I-DLEのメンバーとしてデビューする事が確定した。

### 2018年-現在: i-dleのリーダーとして
2018年5月2日、(G)I-DLEのリーダーとして1stミニアルバム『I am』でデビュー。
2018年9月21日、Red Velvetのスルギ、元GFRIENDのシンビ、I.O.I出身のソロ歌手チョンハらと共にSTATION 0プロジェクトの下『Wow Thing』をリリースした。
2018年11月4日、League of Legendsのプロジェクトグループ「K/DA」のメンバーとしてアカリ名義で『POP/STAR』をリリース。アメリカのiTunesのK-POPチャートでは1位を獲得し、ミュージック・ビデオは公開から32日目で1億回再生を突破した。
2021年7月5日、(G)I-DLEとしてデビューしてから初のソロミニアルバム『Windy』を発売。
2022年、1stフルアルバム『I NEVER DIE』からはグループの総括プロデューサーを務めている。

## 人物
i-dleのほとんどの作品の作詞・作曲を務めている。
メンバーの弱点を活かすことが特技であり、練習生時代ミンニがボーカルトレーナーに韓国語の発音が下手だと怒られる姿を見た際、あの発音はミンニの個性だと活かすべきだと思いミンニに出しやすい、英語か英語ぽい韓国語で歌詞を書いたという。シュファの場合は中国語の独特の発音のせいで「ラ」の発音に苦戦していたがソヨンはそのシュファの「ラ」の発音を生かした曲を作ったことがある。できない人を責めず活かす能力を持つことで、ファンからは「天才」と呼ばれており、メンバーからも信頼されている。
野菜が苦手であり匂いを嗅ぐのも出来ず、料理をする時も野菜は入れず、キムチの野菜も食べられないほどである。ソロミニアルバム「Windy」の活動時に1位を取れば野菜を食べるという公約をした際、本当に食べることになった際「食べます」と発言するも口にした際気絶したことがある。

## 作品

### 単独作品
| タイトル                    | 収録曲                                                                          | 備考 |
| --------------------------- | ------------------------------------------------------------------------------- | ---- |
| Jelly （2017年11月5日）     | 1. Jelly                                                                        |      |
| Idle Song （2018年2月28日） | 1. Idle Song                                                                    |      |
| Windy （2021年7月5日）      | 1. 삠삠 (BEAM BEAM) 2. Weather 3. Quit 4. Psycho 5. Is this bad b****** number? |      |

### 参加楽曲
| タイトル    | アーティスト                                      | 収録アルバム                 | 備考         |
| ----------- | ------------------------------------------------- | ---------------------------- | ------------ |
| Wow Thing   | [STATION X 0] スルギ × シンビ × チョンハ × ソヨン | Wow Thing                    |              |
| POP/STARS   | K/DA                                              | POP/STARS                    | - アカリ名義 |
| Hang Out    | イ・ミニョク (HUTA)                               | HUTAZONE                     |              |
| I WANNA BE  | KEY                                               | I WANNA BE                   |              |
| GIANTS      | True Damage                                       | GIANTS                       | - アカリ名義 |
| DESSERT     | HYO                                               | DESSERT                      |              |
| The Baddest | K/DA                                              | The Baddest                  | - アカリ名義 |
| MORE        | K/DA                                              | ALL OUT                      | - アカリ名義 |
| New Vision  | Colde                                             | New Vision                   |              |
| ANI         | RAVI                                              | ANI                          |              |
| Fire        | チョン・ソヨン、Newnion、Floor                    | STREET GIRLS FIGHTER SPECIAL |              |

## 出演

### 放送
| 放送年 | 放送日             | 放送局   | 番組名                        |
| ------ | ------------------ | -------- | ----------------------------- |
| 2019年 | 10月30日           | MBC      | ラジオスター                  |
| 2020年 | 2月28日〜3月13日   | Mnet     | Do You Know HipHop?           |
| 2020年 | 8月22日            | JTBC     | ジャンルだけコメディ          |
| 2020年 | 12月20日〜12月27日 | KBS 2TV  | 社長の耳はロバの耳            |
| 2021年 | 1月21日            | Mnet     | CAP-TEEN                      |
| 2021年 | 1月25日〜2月8日    | Kakao TV | Face ID                       |
| 2021年 | 6月28日            | tvN      | 未来の授業                    |
| 2021年 | 7月18日            | tvN      | コメディ ビックリーグ         |
| 2021年 | 7月23日            | KBS 2TV  | ユ・ヒヨルのスケッチブック    |
| 2021年 | 8月4日             | Mnet     | TMI News                      |
| 2021年 | 10月13日           | JTBC 2   | 魔法の服屋                    |
| 2021年 | 11月28日〜         | MBC      | 放課後のときめき              |
| 2021年 | 12月31日           | MBC      | 2021 MBC 歌謡大祭典           |
| 2022年 | 2月11日、18日      | KBS 2    | ユ・ヒヨルのスケッチブック    |
| 2022年 | 3月21日            | SBS      | 同床異夢 あなたは私の運命     |
| 2022年 | 5月1日-8日         | MBC      | ミステリー音楽ショー 覆面歌謡 |
| 2022年 | 5月4日             | MBC      | ラジオスター                  |
| 2022年 | 5月13日            | MBC      | 私は一人で生きる              |

## 受賞

### 授賞式
| 開催年 | 授賞式名                                | 部門   | 参考   |
| ------ | --------------------------------------- | ------ | ------ |
| 2017年 | 第5回 K-HIPHOP 韓流ヒップホップ文化大賞 | 人気賞 | [ 11 ] |
| 2021年 | MBC 放送演芸大賞                        | 特別賞 | [ 12 ] |

### 音楽番組1位
| 放送年 | 放送日  | 音楽番組    | 曲名             |        |
| ------ | ------- | ----------- | ---------------- | ------ |
| 2021年 | 7月13日 | THE SHOW    | 삠삠 (BEAM BEAM) | [ 13 ] |
| 2021年 | 7月29日 | M COUNTDOWN | 삠삠 (BEAM BEAM) | [ 14 ] |